# Sabinar De San Blas
Sabinar De San Blas este o arie protejată (arie specială de conservare — SAC, sit de importanță comunitară — SCI) din Spania întinsă pe o suprafață de 5.029,3 ha, integral pe uscat.

## Localizare
Centrul sitului Sabinar De San Blas este situat la coordonatele 40°20′55″N 1°16′34″W / 40.3487°N 1.27617°V.

## Înființare
Situl Sabinar De San Blas a fost declarat sit de importanță comunitară în iulie 2000 pentru a proteja 4 specii de animale. Situl a fost protejat și ca arie specială de conservare în februarie 2021.

## Biodiversitate
Situată în ecoregiunea mediteraneană, aria protejată conține 4 habitate naturale: Păduri iberice de Quercus faginea și Quercus canariensis, Galerii de Salix alba și de Populus alba, Păduri de Quercus ilex și Quercus rotundifolia, Păduri endemice cu Juniperus spp..
La baza desemnării sitului se află mai multe specii protejate:
- mamifere (1): vidră de râu (Lutra lutra)
- nevertebrate (1): Graellsia isabellae
- pești (2): Achondrostoma arcasii, Parachondrostoma turiense

Pe lângă speciile protejate, pe teritoriul sitului au mai fost identificate 3 specii de plante, 12 specii de păsări, 4 specii de amfibieni, 4 specii de mamifere, 3 specii de pești, 1 specie de reptile.